# Julio César Arzú
Arzú   est un nom espagnol. Le premier nom de famille, en général paternel, est Arzú.
Julio César Arzú est un footballeur hondurien né le 4 mai 1958 à Tegucigalpa (Honduras).

## Biographie
En 1977, il participe au premier championnat du monde junior avec son équipe nationale. 
Il fait partie de la sélection hondurienne qui participe au Mundial 1982. Le Honduras réussit à tenir en échec des sélections plus réputées, comme celle du pays hôte espagnol ou nord-irlandaise, grâce à la performance de leur gardien, Arzú. La qualité de ses matchs lui permit de signer en Europe à la sortie du Mundial. Il fut engagé par le Racing Santander.